# IR-Klasse YC

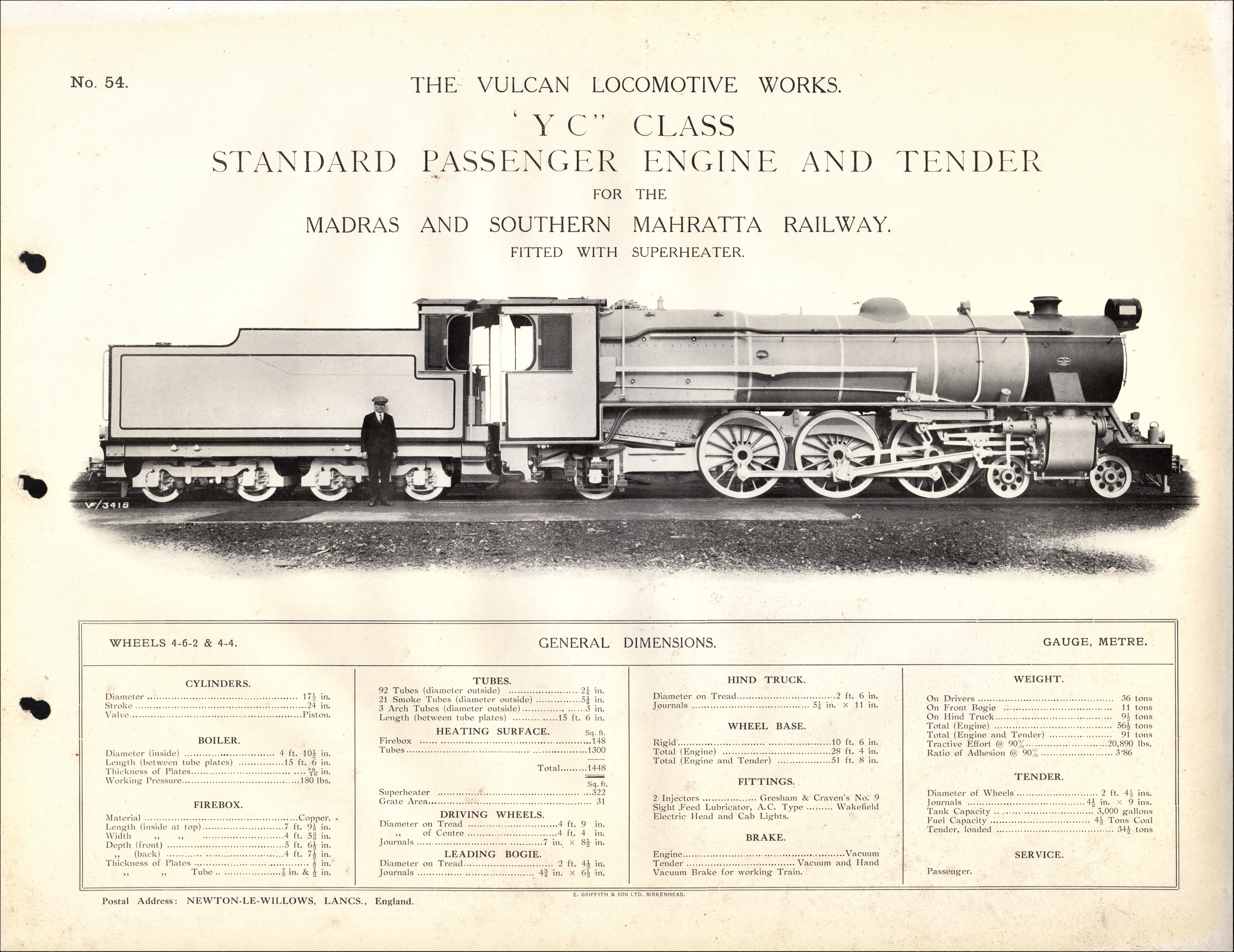
Datenblatt von Vulcan Foundry zur Baureihe YC

Bei der Baureihe YC der Indian Railways und anderer früherer indischer Eisenbahngesellschaften handelt es sich um Schlepptenderlokomotiven mit der Achsfolge 2'C1' (Pacific) für die Meterspur, gebaut nach dem Indian Railway Standard (IRS).

## Geschichte
Die Baureihe YC war die größere und schwerere Version der Baureihe YB. Die Lokomotiven  wogen rund 6 t mehr, hatten einen größeren Dampflokomotivkessel und größere Zylinder. Dadurch konnte eine um 2 t höhere Radsatzfahrmasse erreicht werden. Beide Versionen wurden vor Personenzügen eingesetzt.
Zwischen 1928 und 1932 entstanden insgesamt 28 Exemplare. Nur die Bombay, Baroda and Central India Railway, die Madras and Southern Mahratta Railway und die Burma Railways hatten sich entschieden beide Versionen einzusetzen. Die anderen indischen Gesellschaften beschafften nur Maschinen der Baureihe YB, von der weit über 200 Stück gebaut wurden.

### Burma
Nachdem Burma, das heutige Myanmar, 1937 eine eigenständige Kronkolonie wurde und die Burma Railways unter Kontrolle der neuen Regierung kamen, wurden die Maschinen übernommen. Während des Zweiten Weltkrieges und der damit verbundenen japanischen Besetzung wurden die meisten jedoch zerstört. Nach dem Krieg schafften die Burma Railways nochmals zehn Exemplare an, von denen zwei Lokomotiven erhalten geblieben sind.

### Indien
Nach der Unabhängigkeit Indiens und der damit verbundenen Übernahme aller Eisenbahngesellschaften durch die Indian Railways kamen alle 15 für Indien gebauten Lokomotiven 1951 zur neu gegründeten Regionalgesellschaft Southern Railway (SR). Anfangs bekamen sie dort die Nummern 550–564. Im Rahmen der Einführung eines neuen Nummernsystems im März 1957 erhielten sie die Nummern 30139–30153.
1975 tauchten keinerlei YC-Lokomotiven mehr in den Inventarlisten der Indian Railways auf.

## Liste
| Hersteller                  | Baujahr | Anzahl | Werks- nummern | Eisenbahngesellschaft                    | Betriebsnummern           |
| --------------------------- | ------- | ------ | -------------- | ---------------------------------------- | ------------------------- |
| Nasmyth, Wilson and Company | 1928    | 3      | 1520–1522      | Madras and Southern Mahratta Railway     | 414–416 ab 1951: 550–552  |
| Nasmyth, Wilson and Company | 1928    | 2      | 1523–1524      | Bombay, Baroda and Central India Railway | 328, 347 ab 1951: 563–564 |
| Vulcan Foundry              | 1929    | 7      | 4266–4272      | Madras and Southern Mahratta Railway     | n.n. ab 1951: 553–559     |
| Škoda                       | 1931    | 10     | 712–721        | Burma Railways                           | 158–167                   |
| Škoda                       | 1931    | 3      | 722–724        | Madras and Southern Mahratta Railway     | 471–473 ab 1951: 560–562  |
| Vulcan Foundry              | 1932    | 3      | 4558–4560      | Burma Railways                           | 168–170                   |
| Vulcan Foundry              | 1947/48 | 10     | 5598–5607      | Burma Railways                           | 621–630                   |
| Quellen:                    |         |        |                |                                          |                           |